# Euthore meridana
Euthore meridana is een libellensoort uit de familie van de Polythoridae (Banierjuffers), onderorde juffers (Zygoptera).
De soort staat op de Rode Lijst van de IUCN als niet bedreigd, beoordelingsjaar 2007.
De wetenschappelijke naam van de soort is voor het eerst geldig gepubliceerd in 1879 door Selys.